# Таиа
Таиа (груз. თაია) — село в Грузии, на территории Чхороцкуского муниципалитета края (мхаре) Самегрело-Верхняя Сванетия.

## География
Село находится в западной части Грузии, к востоку от реки Хобисцкали, на расстоянии приблизительно 9 километров (по прямой) к северо-востоку от города Чхороцку, административного центра муниципалитета. Абсолютная высота — 284 метра над уровнем моря.

## Население
По результатам официальной переписи населения 2014 года в Таие проживало 555 человек (274 мужчины и 281 женщина). В национальной структуре населения грузины составляли 99,8 %, украинцы — 0,2 %.
| Год  | Население, человек |
| ---- | ------------------ |
| 2002 | 737                |
| 2014 | ↘ 555              |